# Orphan
Orphan je drugi studijski album američkog grindcore sastava Gridlink. Album je 29. ožujka 2011. godine objavila diskografska kuća Hydra Head Records.

## Popis pjesama
| 1.    | »Dar al-Harb«                | 0:51 |
| 2.    | »Orphan«                     | 1:27 |
| 3.    | »Deliverables«               | 0:53 |
| 4.    | »Scopedog«                   | 1:24 |
| 5.    | »Red Eye«                    | 1:06 |
| 6.    | »Cargo 200«                  | 0:07 |
| 7.    | »Thorn Farmer«               | 0:54 |
| 8.    | »Embers, Blood and Treasure« | 1:02 |
| 9.    | »I Accept Your Last Wish«    | 0:58 |
| 10.   | »Hearts«                     | 0:49 |
| 11.   | »Flatworlder«                | 1:10 |
| 12.   | »The Last Red Shoulder«      | 1:27 |
| 12:08 |                              |      |

## Zasluge
| Gridlink - Jon Chang – vokali - Takafumi Matsubara – gitara - Steve Procopio – gitara - Teddy Patterson – bas-gitara - Bryan Fajardo – bubnjevi |  | Ostalo osoblje - Chris Pierce – snimanje - James Plotkin – mastering - Scott Kinkade – fotografija - _Echelon – naslovnica, umjetnički direktor |